# Президентский центр Клинтона
Президентский центр и парк Уильяма Дж. Клинтона — президентская библиотека Билла Клинтона, 42-го президента США (1993—2001). Центр расположен в Литл-Роке, штат Арканзас, и включает Президентскую библиотеку Клинтона, офисы Фонда Клинтона и Школу государственной службы Клинтона Университета Арканзаса. Президентский центр расположен на 17 акрах (69 000 м²) земли рядом с рекой Арканзас и межштатной автомагистралью, которая проходит по территории двух штатов — Арканзаса и Техаса и был спроектирован архитектурной фирмой «Polshek Partnership LLP» и одной из крупнейших в мире фирм по дизайну «Ralph Appelbaum Associates». Архитектурная фирма «Polk Stanley Wilcox» также внесла свой вклад. Главное здание возвышается над рекой Арканзас, повторяя предвыборное обещание Клинтона «построить мост в XXI век».
Сама библиотека является крупнейшей президентской библиотекой с точки зрения фактической площади (6 382,3 м2), хотя Президентская библиотека Рональда Рейгана имеет наибольшее пространство в целом, благодаря добавлению павильона «Air Force One Pavilion» (8 400 м²) в 2005 году. Архивы также являются самыми большими, они содержат 2 миллиона фотографий, 80 миллионов страниц документов, 21 миллион сообщений электронной почты и 79 000 артефактов времён президентства Клинтона. Библиотека Клинтона также самая дорогая. В музее представлены артефакты двух президентских сроков Клинтона, а также полноразмерные копии Овального кабинета и кабинета Клинтона.

## История

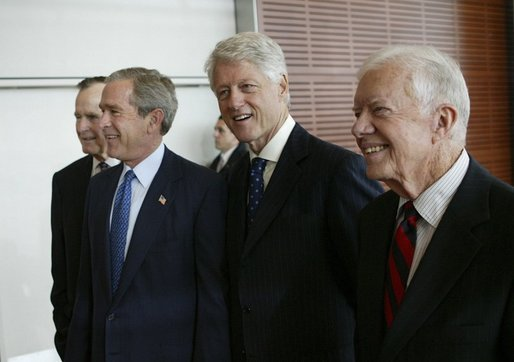
Слева направо: бывшие президенты США Джордж Буш, Джордж Буш, Билл Клинтон и Джимми Картер на церемонии открытия библиотеки.

Предварительное планирование библиотеки (включая выбор места) началось в 1997 году, а закладка фундамента комплекса произошла 5 декабря 2001 года. По предварительным оценкам стоимость библиотеки составляет около 125 миллионов долларов. В 2001 году Фонд Клинтона надеялся собрать 200 миллионов долларов в виде пожертвований для покрытия расходов по проекту. В конце концов, весь проект обошёлся в 165 миллионов долларов частного финансирования. Сбором средств для центра занимался Терри Маколифф, друг Клинтона, который также внёс значительный вклад в кампанию Клинтона-Гора в 1995 году. Самому Клинтону по закону было запрещено лично собирать пожертвования для центра, но он проводил частные мероприятия, связанные с библиотекой. Других юридических ограничений на пожертвования не было, и Фонд Клинтона мог принимать неограниченное количество частных пожертвований, все из которых не облагались налогом. Примерно 10 миллионов долларов поступило из Саудовской Аравии. Однако Фонд Клинтона отказался опубликовать полный список спонсоров, хотя позже фонд всё-таки согласился раскрыть 150 крупнейших спонсоров Комитету по реформе правительства Палаты представителей. Пожертвования на сумму, превышающую 1 миллион долларов, поступили также от правительств других стран (таких как Кувейт и Тайвань), а также от иностранных лиц. Различные американские организации также внесли в фонд миллионы долларов.

### Церемония открытия

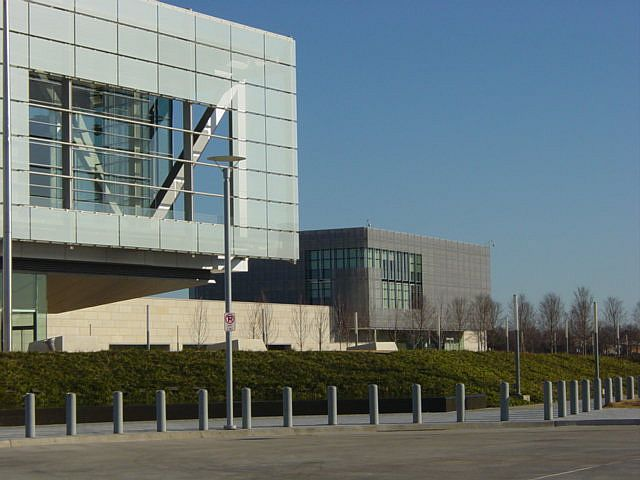
Здание архива

Президентский центр Клинтона был открыт 18 ноября 2004 года. Несмотря на то, что шёл дождь, на церемонии присутствовало около 30 000 человек (в том числе такие известные личности, как Уилли Мейс, Робин Уильямс и Барбра Стрейзанд). Также были выступления Боно, Африканского барабанного балета и Университетского хора Филандера Смита. На церемонии присутствовали четыре президента США Клинтон, Джимми Картер, Джордж Буш-младший и Джордж Буш. В целом церемония длилась два часа, на ней выступили шесть спикеров.

### Пятая годовщина
17 ноября 2009 года, в честь пятилетия библиотеки, Клинтон выступил перед 1000 человек, призывая провести реформу здравоохранения и сократить потребление электроэнергии.

## Комплекс

### Главное здание
Пятиэтажное главное здание включает 20 000 квадратных футов (1900 м²) выставочных площадей, Большой зал (используемый для банкетов или форумов), ресторан и классы. Частный пентхаус площадью 190 м², которым пользовался Клинтон, расположен на верхнем (пятом) этаже главного здания, на один уровень выше зоны музея. В 2007 году Фонд Клинтона установил на крыше Президентской библиотеки частный «Сад на крыше» с полем для гольфа. Служебный автомобиль президента США, который использовался во время президентства Клинтона, находится на первом этаже. На втором этаже в главной галерее находится временная шкала длиной 110 футов (34 м), представляющая каждый год Клинтона на посту президента. Есть также театр на 80 мест, Большой зал и копии Овального кабинета и Кабинета Клинтона. Ресторан находится на цокольном этаже.

### Архивы
В период с 18 ноября 2000 года по 27 января 2001 года было выполнено восемь миссий американским тяжёлым военно-транспортным самолётом «Lockheed C-5 Galaxy», в ходе которых 602 тонны документов, подарков, артефактов и других официальных материалов президента Билла Клинтона были перевезены с базы ВВС Эндрюс на базу ВВС Литл-Рок. Коммерческие грузовики перевозили грузы с базы в хранилище Национального архива в Литл-Роке, где они должны были оставаться до завершения строительства президентской библиотеки Клинтона в 2004 году.
Архивы размещены в здании к югу от главного здания, которое также содержит объекты NARA. Архивы Клинтона включают как электронную информацию, так и бумажные документы. Общий объём записей составляет 35 686 кубических футов (1010,5 м3), это больше, чем в любом другом президентском архиве. Поскольку Клинтон хотел иметь библиотеку наполненную светом, то архивы хранятся под землёй, чтобы защитить их от повреждения ультрафиолетом.

### Президентский парк Клинтона
Президентский парк Клинтона занимает почти 30 акров (120 000 м²) земли и расположен на берегу реки рядом с музеем. Это яркий пример обновления города, так как раньше здесь располагались ветхие складские помещения. Парк был построен рядом с местом заброшенных железнодорожных путей межштатной автомагистрали, которая проходит по территории двух штатов — Арканзаса и Техаса. Центром парка является Celebration Circl — площадь фонтанов, вокруг которой расположены основные здания Центра. Здесь также есть дендрарий, амфитеатр, сады и детская игровая площадка. Есть также место, где Клинтон может быть похоронен после своей смерти, если он захочет.

### Станция Чокто

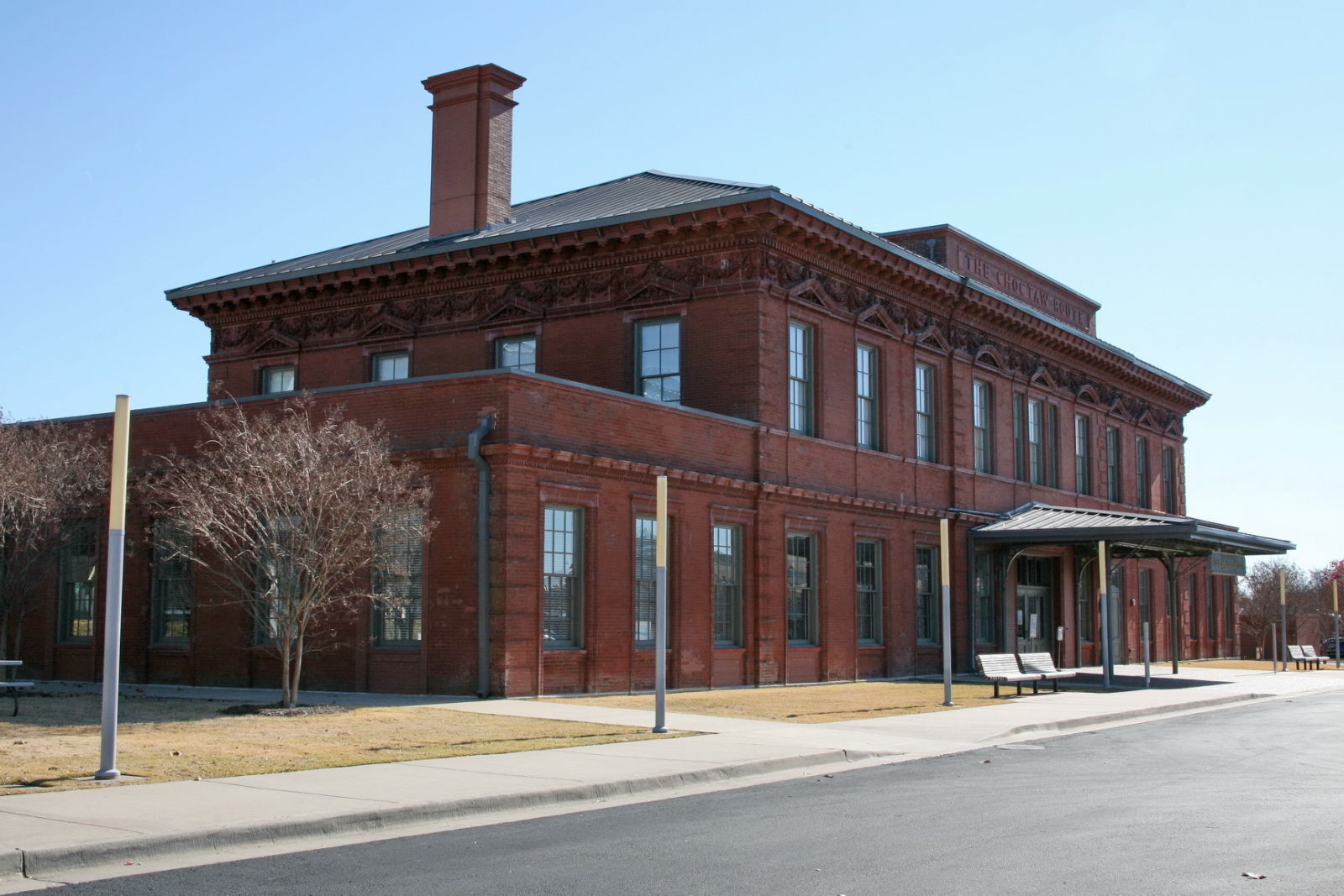
Станция Чокто, отреставрированная железнодорожная станция

Станция Чокто — отреставрированная историческая железнодорожная станция из красного кирпича, открытая в 1901 году и использовавшаяся до прекращения пассажирских перевозок в ноябре 1967 года. Здание было впоследствии приобретено газетой «Arkansas Gazette» (известная теперь как «Arkansas Democrat-Gazette»), а затем восстановлено сетью ресторанов «Spaghetti Warehouse», которые занимались сохранением старых зданий.
На станции Чокто сейчас находятся Школа государственной службы Клинтона Университета Арканзаса, Институт государственной политики Клинтона и Фонд Клинтона. Площадь станции после ремонта составляет 13 200 квадратных футов (1230 м²). Сопутствующее сооружение, грузовая станция Чокто 1899 года, было снесено в ноябре 2001 года после споров между администрацией города Литл-Рок и защитниками исторического наследия.

### Мост

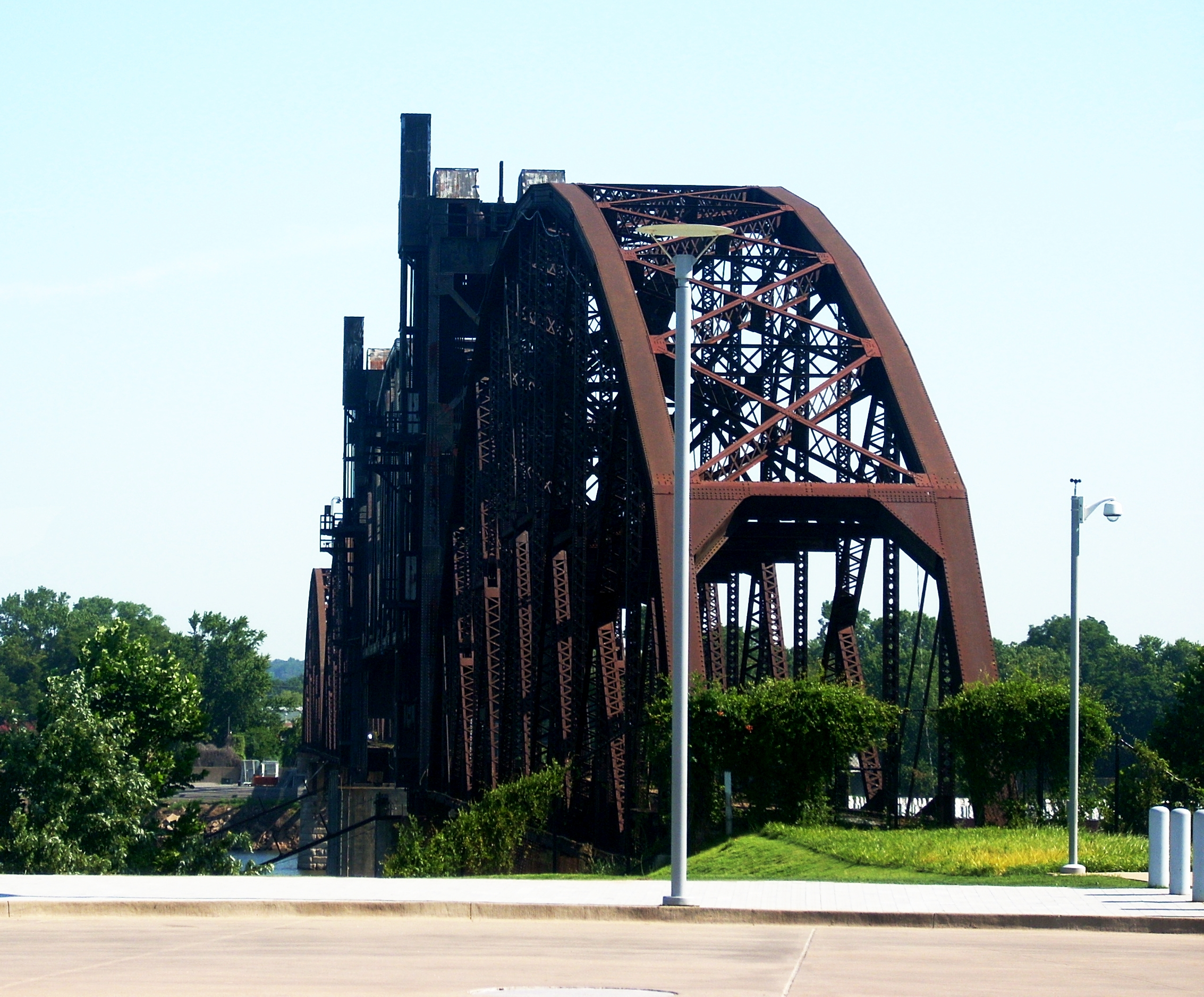
Железнодорожный мост Рок-Айленда (до восстановления) — это ныне несуществующий железнодорожный мост.

Железнодорожный мост Рок-Айленда 1899 года через реку Арканзас, первоначально ведущий к станции Чокто, был преобразован в пешеходный мост, соединяющий Норт-Литл-Рок. В пятую годовщину открытия библиотеки Клинтон заявил, что строительство проекта начнётся в 2010 году, но полное финансирование ещё не обеспечено, так как проекту все ещё не хватает около 3 миллионов долларов.
Фонд Клинтона первоначально планировал отремонтировать мост за 4 миллиона долларов в обмен на аренду земли у государства на 1 доллар в год. В 2009 году губернатор Арканзаса Майк Биб согласился выделить 2,5 миллиона долларов из стимулирующих фондов для финансирования части ремонта. В 2010 году был окончательно завершён сбор средств на строительство моста, переименованного в Клинтон-Парк-Бридж, и само строительство началось 28 мая 2010 года.
30 сентября 2011 года Клинтон выступил на церемонии открытия моста.

### Магазин
По юридическим причинам торговым объектам какое-то время было запрещено находиться на той же территории, что и сама библиотека. Музейный магазин Клинтона сначала был расположен в соседнем районе Ривер-Маркет. Однако в 2016 году магазин переехал в вестибюль библиотеки.

## Экспонаты

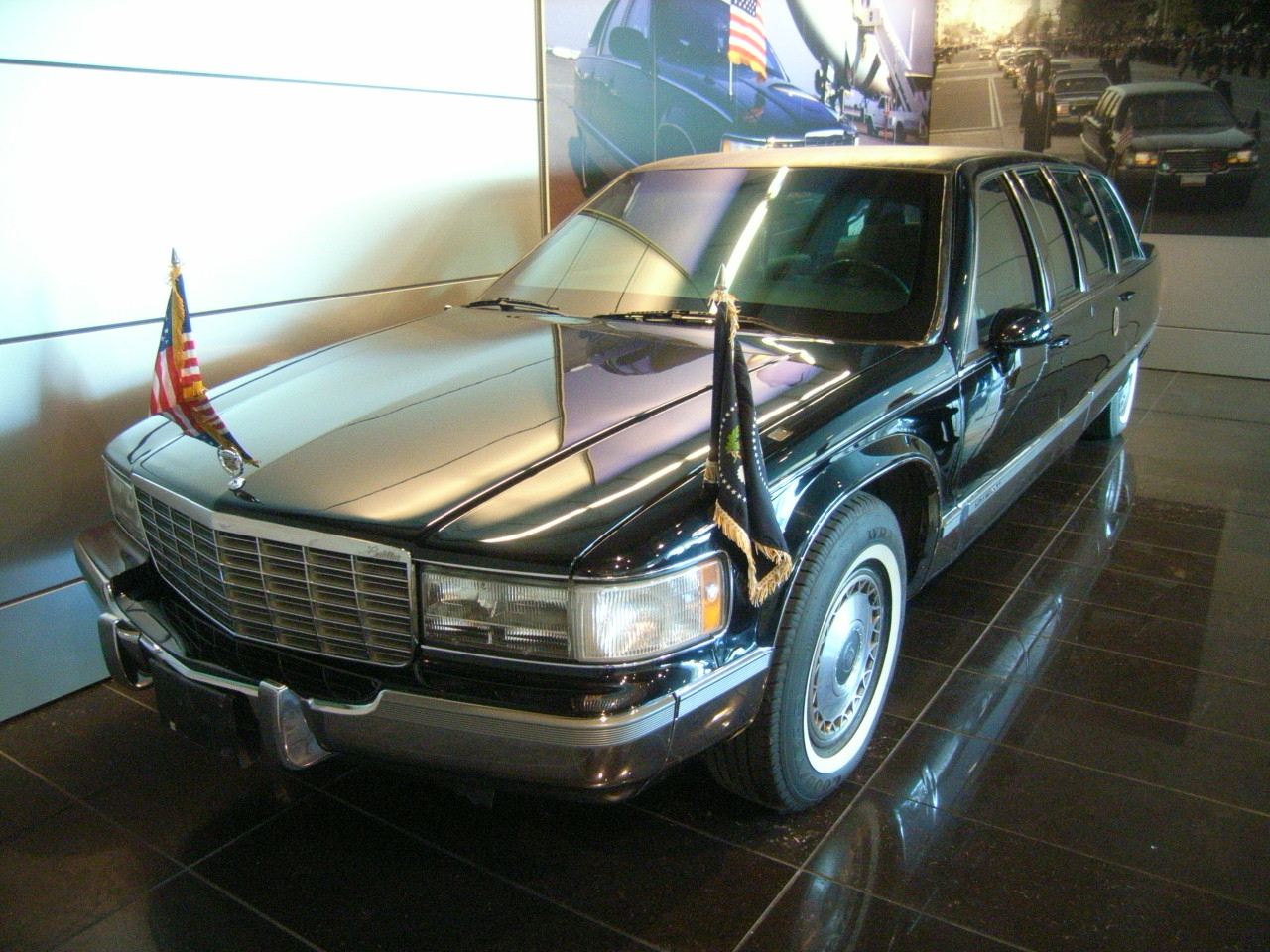
Президентский лимузин Билла Клинтона.

В Библиотеке Клинтона хранится множество предметов времён президентства Клинтона. Служебный автомобиль президента Клинтона находится на первом этаже главного здания. Второй этаж включает в себя главную галерею. Он состоит из 110-футовой (34-метровой) временной шкалы каждого года пребывания Клинтона на посту президента. Здесь есть театр и полноразмерные копии Овального кабинета и президентского Кабинета Клинтона. Экспозиция Овального кабинета является единственной полноразмерной моделью.
Временная шкала состоит из восьми панелей, каждая шириной 18 футов (5,5 м), и начинается с инаугурационной речи Клинтона в 1993 году. Предметы, выпущенные в соответствии с Законом о президентских записях 1978 года, включены в экспонаты, включая личные письма, написанные семьёй Клинтон и от неё, например письма Вупи Голдберг и Арсенио Холл, а также семейные фотографии и даже записка Билла Клинтона на День святого Валентина для Хиллари. На втором этаже главной галереи представлены артефакты с государственных обедов и различные государственные подарки, такие как керамика и другие предметы декора. Выставка саксофонов Клинтона и выставка домашних животных Сокс и Бадди также находятся на втором этаже.
Клинтона критиковали за то, что он не предоставил публике достаточно подробностей о скандале с Моникой Левински и его импичменте.

## Споры и критика
Библиотеку критиковали за то, что в ней не было достаточно информации о помиловании президентом Клинтоном незадолго до своего ухода с должности. 20 января 2001 года, в последний день своего пребывания в должности, Клинтон помиловал бывшего финансиста Марка Рича, беглеца, которого обвиняли в рэкете, мошенничестве, уклонении от уплаты подоходного налога и незаконной торговле нефтью. Жена Рича, Дениз Айзенберг Рич, как сообщается, сделала три пожертвования на общую сумму почти 1 миллион долларов в фонд президентской библиотеки Клинтона, а также множество других пожертвований в пользу Демократической партии и сенатской кампании Хиллари Клинтон. Позже выяснилось, что она произвела всего три платежа на общую сумму 450 000 долларов.
Прокурор США Мэри Джо Уайт возбудила уголовное дело о том, было ли помилование результатом пожертвований. Позже утверждалось, что Рич пожертвовала деньги за несколько месяцев до того, как попросила о помиловании. Клинтон утверждал, что помилование не было куплено, а было основано на юридической сути апелляции Марка Рича. Во время президентских выборов в США в 2008 году Барак Обама упомянул эту историю во время своей первичной кампании против Хиллари Родэм Клинтон.
Клинтона также критиковали за недостаточное освещение в библиотеке различных скандалов во время его президентства, включая скандал с Уайтуотером.

## Дизайн

### Общий дизайн

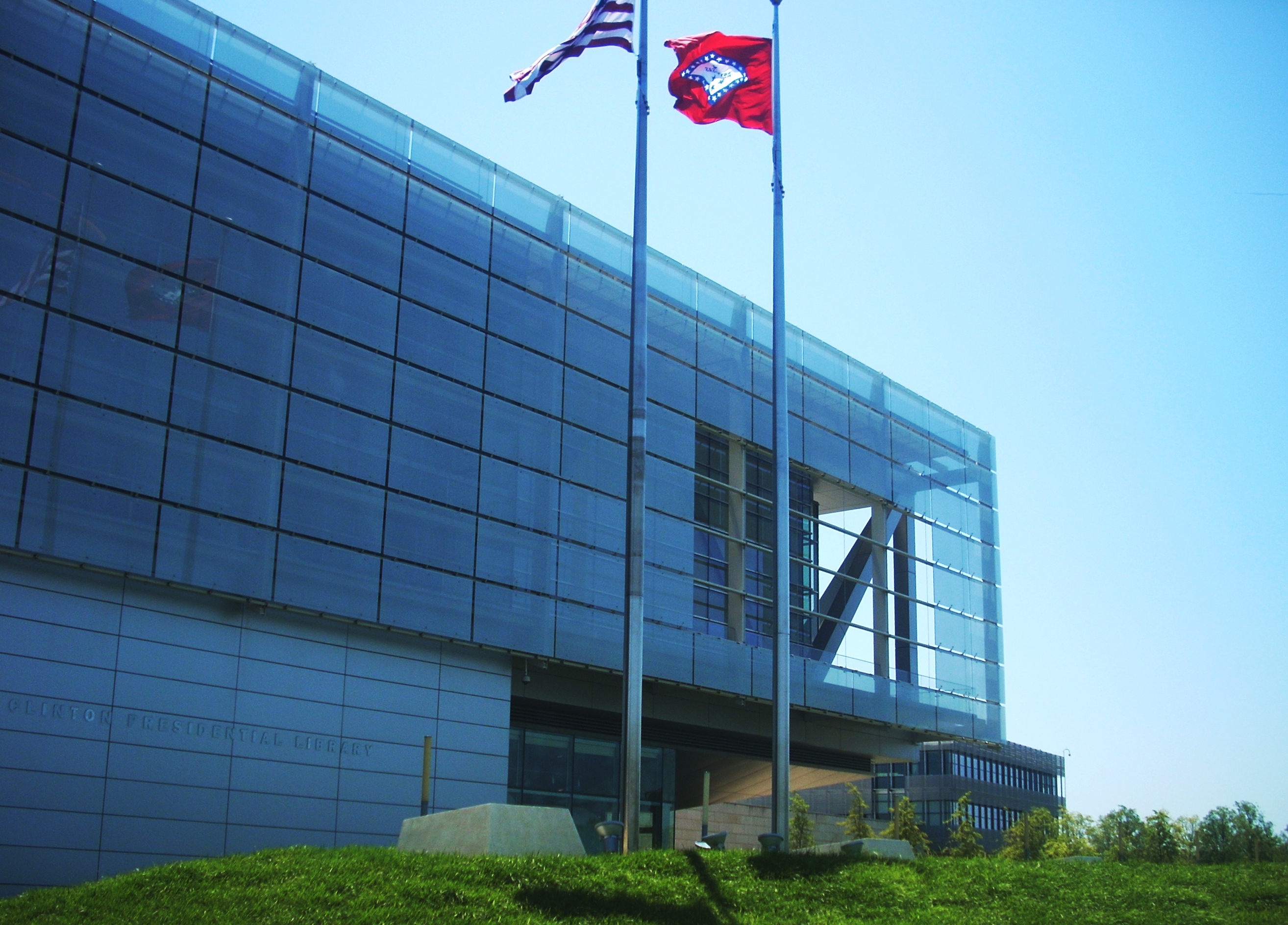
Стеклянная ширма, которая находится на западной стороне главного здания.

Комплекс был спроектирован архитектором из фирмы «Polshek Partnership LLP» во главе с Полшеком и его партнёром Ричардом Олкоттом. Инженером-конструктором этого проекта был американский инженер Лесли Эрл Робертсон. Музей был спроектирован одной из крупнейших в мире фирм по дизайну «Ralph Appelbaum Associates». Он построен в основном из стали и стекла. Основное здание построено по диагональной форме. Первоначально музей планировалось соорудить параллельно к реке, но вскоре внесены изменения так, чтобы он располагался перпендикулярно к реке, для обеспечения лучшего обзора для посетителей. Западный фасад музея представляет собой перегородку из многослойного стекла, которая защищает здание от солнца. Нижняя часть изготовлена из алюминия.
Некоторым критикам также не нравится конструкция моста, говорят, что он слишком похож на прицеп на сваях.

### Внутренний дизайн
Библиотека включает в себя многие аспекты экологически безопасного дизайна в соответствии с работой Клинтона по устойчивому развитию. Сначала он получил Серебряный сертификат лидерства в области энергетического и экологического проектирования (LEED) в рамках программы Совета по экологическому строительству США в 2004 году, а затем — платиновый сертификат по LEED-EB (LEED для существующих зданий) в 2007 году. Пол в библиотеке сделан из переработанных резиновых покрышек, а на стоянке есть зарядные станции для электромобилей. В 2007 году на крыше библиотеки был высажен сад, в дополнение к существующим солнечным батареям. Сад собирает сточные воды и поддерживается без использования бензиновых газонокосилок, химических пестицидов или удобрений.

## Экономическое влияние
После того, как было объявлено место под проект, в окрестностях начали развиваться многие новые предприятия. Были открыты многочисленные гостиницы, рестораны, жилые комплексы, офисы, магазины розничной торговли. Кроме того, более 1 миллиарда долларов было вложено в новую недвижимость в центре города Литл-Рок. Мировая штаб-квартира некоммерческой организации, которая работает над искоренением бедности и голода «Heifer Internationa» находится сразу за библиотекой.
С момента открытия библиотеку посетили более 1,64 миллиона человек. В 2009 году музей посетило 302 583 человека, а в 2008 году — 273 108. В течение первого года после открытия (ноябрь 2004—2005 гг.) его посетило около 500 000 человек.

### Работа со студентами
Президентский центр Клинтона предлагает бесплатный вход для школьных групп, групп домашнего учебного обучения и другого школьного персонала по предварительной записи.
Центр также предлагает ежегодно четыре дня бесплатного посещения в связи с празднованием Дня президентов, четвёртого июля, дня рождения президента Клинтона и годовщины торжественного открытия Центра Клинтона.